# Schwedische Akademie

Logo der Schwedischen Akademie

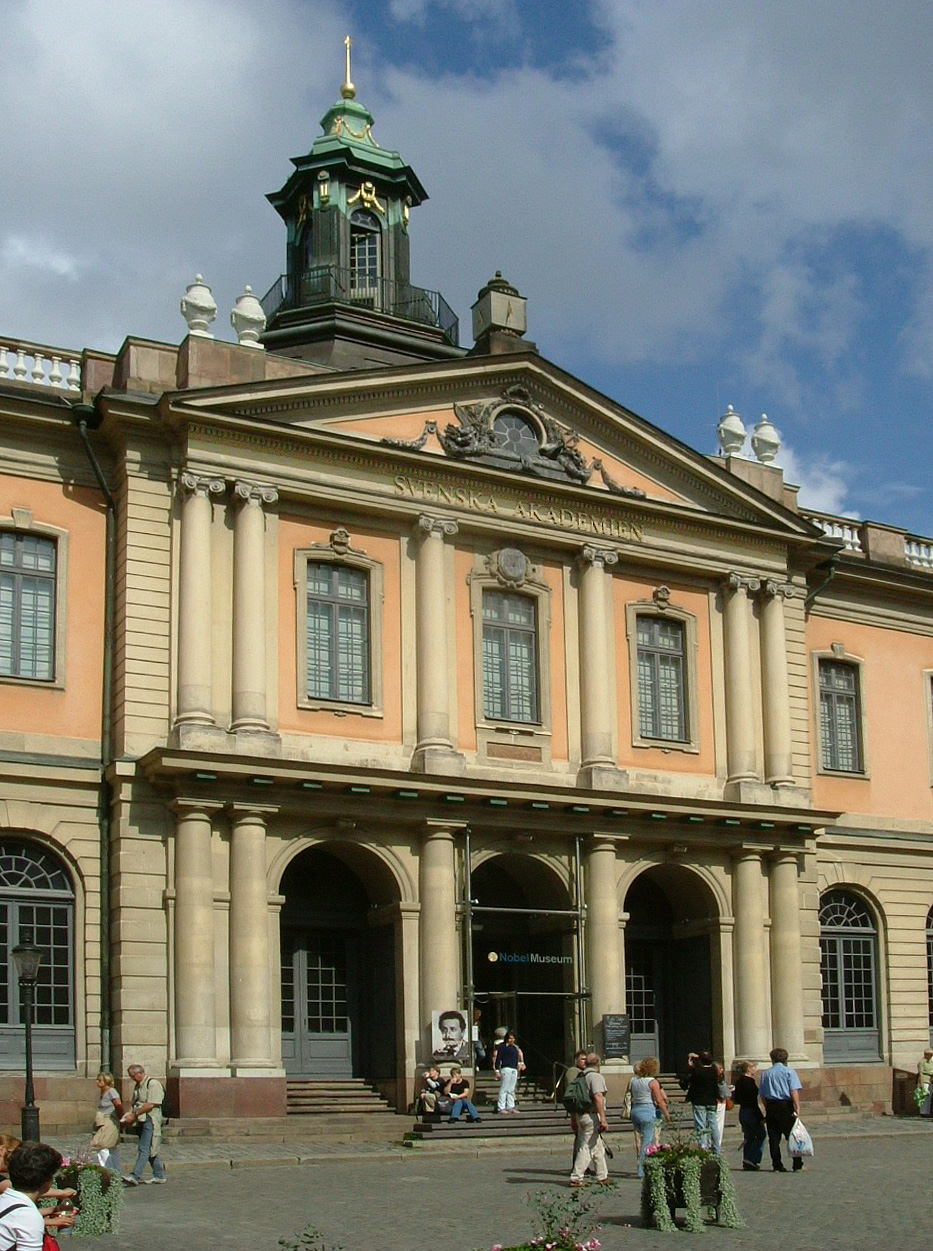
Die Schwedische Akademie in Stockholm

Die Schwedische Akademie (schwedisch: Svenska Akademien) ist eine Akademie der Wissenschaften Schwedens mit der Aufgabe, die schwedische Sprache und Literatur zu fördern. Seit 1900 ist sie beauftragt, den Nobelpreis für Literatur zu vergeben. Sie hat ihren Sitz im Börshuset in Stockholm. Ihr Wahlspruch lautet Snille och smak („Geist und Geschmack“).

## Geschichte

### Gründung
Die Schwedische Akademie wurde am 20. März 1786 von König Gustav III. nach dem Vorbild der Académie française gegründet. Erster ständiger Sekretär der Schwedischen Akademie war Nils von Rosenstein. Bedeutende Gründungsmitglieder waren auch Johan Gabriel Oxenstierna, Johan Henrik Kellgren und Carl Gustaf af Leopold. Die Schwedische Akademie wurde auch unter dem Namen De Aderton (deutsch „Die Achtzehn“) bekannt, da sie immer aus 18 Mitgliedern besteht, die auf nummerierten Stühlen Platz nehmen.

### Aufgaben
Ursprüngliche Aufgabe der Akademie ist es, die schwedische Sprache und Literatur zu fördern. Sie gibt dazu unter anderem das Svenska Akademiens ordbok (SAOB) und die Svenska Akademiens ordlista (SAOL) heraus.
Im Auftrag der 1900 gegründeten Nobel-Stiftung vergibt die Akademie zudem alljährlich den Nobelpreis für Literatur. Die erste Verleihung im Jahr 1901 erfolgte an den französischen Lyriker und Philosophen Sully Prudhomme. Daneben vergibt die Akademie eine Reihe von weiteren Preisen und Stipendien, darunter den Nordischen Preis, der in Skandinavien auch als „kleiner Nobelpreis“ bekannt ist, den Bellman-Preis, den Dobloug-Preis, den Finnland-Preis, den Gerard-Bonnier-Preis und den Kellgren-Preis.

### Austritte von Akademiemitgliedern
Im Jahr 1989 kam es zu der bis dahin schwersten Krise der Schwedischen Akademie in jüngerer Zeit: Der iranische Revolutionsführer Ajatollah Chomeini verhängte gegen den indisch-britischen Schriftsteller Salman Rushdie ein „Todesurteil“ und setzte ein Kopfgeld auf ihn aus, weil Rushdie durch den Roman Die satanischen Verse angeblich den Islam beleidigt habe. Dies löste weltweite Empörung aus. Die Schwedische Akademie weigerte sich allerdings, offiziell Stellung zu beziehen, mit der Begründung, dass nach hergebrachten Grundsätzen die Akademie sich nicht zu politischen Dingen äußern solle. Aus Protest hiergegen erklärten die Akademiemitglieder Werner Aspenström, Kerstin Ekman und Lars Gyllensten ihren Austritt aus der Akademie. Da aber die Mitglieder auf Lebenszeit gewählt waren und nicht austreten konnten, galten Aspenström bis zu seinem Tod 1997, Gyllensten bis zu seinem Tod 2006 und Ekman bis zur Bewilligung ihres Austritts im Mai 2018 weiterhin als Mitglieder, die nur nicht an den Sitzungen teilnahmen.
Seit 2005 nahm Knut Ahnlund aus Protest dagegen, dass Elfriede Jelinek der Literaturnobelpreis zuerkannt wurde, nicht mehr an den Sitzungen teil. Knut Ahnlund starb im Jahr 2012.
Seit November 2015 nahm Lotta Lotass nicht mehr an den Sitzungen teil. Sie gab im November 2017 an, nicht die nötige „sociala bildning“ („soziale Bildung“) zu besitzen, nicht in die Akademie zu passen, an deren Festveranstaltungen sie oft nicht teilnahm, und regelmäßig in Briefen als ungeeignete Person kritisiert worden zu sein. Ihr Austritt wurde formell im Mai 2018 bewilligt.

### Krise von 2018
Zur schwersten Krise in der Geschichte der Akademie kam es, als am 6. April 2018 Klas Östergren, Kjell Espmark und Peter Englund bekanntgaben, in Zukunft nicht mehr an den Sitzungen der Akademie teilzunehmen. Dadurch waren nur noch dreizehn der achtzehn Mitglieder aktiv. Grund für diese Abgänge war das Scheitern des Ausschlusses Katarina Frostensons, auf den die drei und die weiteren Mitglieder Sara Danius, Jesper Svenbro und Per Wästberg hingewirkt hatten. Frostenson und ihr Ehemann Jean-Claude Arnault waren in einen Skandal verwickelt, bei dem Arnault sexuelle Belästigung, Indiskretionen und finanzielle Vorteilnahme vorgeworfen wurden. Gleichzeitig äußerte Horace Engdahl Kritik an der ständigen Sekretärin Sara Danius, hingegen bekundete Sture Allén, der sich mit Engdahl, Jayne Svenungsson, Kristina Lugn, Bo Ralph, Anders Olsson, Tomas Riad und Göran Malmqvist gegen den Ausschluss Frostensons eingesetzt hatte, nun sein weiter bestehendes Vertrauen zu Danius. König Carl Gustaf griff persönlich ein und rief zu einer Problemlösung auf. Am 12. April 2018 kündigten Danius und Frostenson an, sich ebenfalls nicht mehr an der Arbeit der Akademie zu beteiligen, wodurch die Zahl der aktiven Mitglieder auf elf sank. Damit wurde die Akademie praktisch handlungsunfähig, da mindestens zwölf Mitglieder zur Einwahl eines Mitglieds anwesend sein müssen. König Carl Gustaf erklärte sich bereit, die Statuten zu ändern, um inaktiven Mitgliedern ein Ausscheiden zu ermöglichen, was Neuwahlen zuließe. Am 28. April 2018 teilte auch Sara Stridsberg mit, nicht mehr an der Arbeit der Akademie teilzunehmen. Sie hatte zuvor weder für noch gegen den Ausschluss Frostensons gestimmt und erklärt, Sara Danius als Hoffnung für die Akademie gesehen zu haben. Damit waren noch zehn von achtzehn Akademiemitgliedern aktiv. Am 2. Mai 2018 informierte König Carl Gustaf über eine Änderung der Statuten. Sie ermöglicht Mitgliedern der Akademie, den Austritt zu beantragen. Außerdem kann die Akademie beschließen, dass Mitglieder, die zwei Jahre inaktiv gewesen sind, als ausgeschieden angesehen werden können.
Am 4. Mai 2018 gab die Schwedische Akademie bekannt, den Literaturnobelpreis für 2018 erst 2019 zusammen mit dem Preis für 2019 zu vergeben. Als Reaktion darauf wurde von einer Reihe schwedischer Kulturschaffenden der „Literaturpreis der Neuen Akademie“ („den Nya Akademiens litteraturpris“) ins Leben gerufen. Als Preisträgerin wurde am 12. Oktober 2018 die französische Schriftstellerin Maryse Condé bekanntgegeben. Der mit 320.000 Kronen dotierte Preis wurde ihr am 9. Dezember 2018 überreicht.
Am 7. Mai 2018 teilte die Akademie mit, dass die Austrittsgesuche von Lotta Lotass, Klas Östergren, Sara Stridsberg und Kerstin Ekman mit sofortiger Wirkung bewilligt wurden. Am 31. August 2018 erklärten Danius, Espmark und Englund, dass sie zum Wohle der Akademie an der Einwahl neuer Mitglieder teilnehmen werden. Sie planen jedoch nicht, wieder dauerhaft an der Arbeit der Akademie teilzunehmen. In einem am 14. September veröffentlichten Kommentar zu den Statuten der Akademie wurde die Regel zur Einwahl neuer Mitglieder so interpretiert, dass mindestens zwölf Mitglieder an der Wahl teilnehmen müssen, was auch durch Abgabe eines Stimmzettels geschehen kann. Es müssen also nicht notwendigerweise zwölf Mitglieder anwesend sein. Außerdem wurde beschlossen, dass in besonderen Fällen vom König auch eine Ausnahmegenehmigung erbeten werden kann, die Wahl mit weniger als zwölf Mitgliedern durchzuführen. Am 4. Oktober 2018 wurden der Jurist Eric Runesson und die Schriftstellerin Jila Mossaed als neue Mitglieder in die Akademie eingewählt. Dies wurde am 5. Oktober 2018 bekanntgegeben. Sie nahmen offiziell am 20. Dezember 2018 auf ihren Stühlen (1 bzw. 15) Platz. Auf Stuhl 11 wurde am 18. Oktober 2018 der Literaturwissenschaftler, Autor zahlreicher Bücher und Übersetzer Mats Malm gewählt. Auch er trat offiziell am 20. Dezember 2018 der Akademie bei. Seit 1. Juni 2019 ist Malm auch Ständiger Sekretär der Akademie. Er erklärte, er wolle die bereits begonnene Reformarbeit fortsetzen.
Jayne Svenungsson beantragte am 7. November 2018 nach knapp einem Jahr Mitgliedschaft ihren Austritt aus der Akademie, da sie nicht mit der Entscheidung der anderen Akademiemitglieder einverstanden war, Frostenson zum Austritt aufzufordern. Der Austritt wurde am 9. November 2018 bewilligt.
Am 19. November 2018 wurde bekanntgegeben, dass ein neues Nobelkomitee gebildet wurde, um die Arbeit mit der Preisträgerauswahl in den Jahren 2019 und 2020 durchzuführen. Es bestand aus zehn Mitgliedern, von denen fünf externe Experten von außerhalb der Akademie waren. Folgenden Personen waren Mitglieder des Komitees:
- Per Wästberg (Vorsitz)
- Horace Engdahl
- Kristina Lugn
- Anders Olsson
- Jesper Svenbro
- Mikaela Blomqvist (Literaturkritikerin)
- Rebecka Kärde (Literaturkritikerin)
- Kristoffer Leandoer (Schriftsteller)
- Henrik Petersen (Literaturkritiker, Übersetzer)
- Gun-Britt Sundström (Schriftstellerin)

Peter Englund und Kjell Espmark teilten am 10. Januar 2019 mit, dass sie ihre Arbeit in der Akademie wieder aufnehmen. Sie wollen nach den erfolgten Veränderungen die Reform der Akademie unterstützen. Am 18. Januar 2019 gab die Akademie bekannt, dass man sich mit Katarina Frostenson auf einen Vergleich geeinigt habe, dem zufolge Frostenson die Akademie verlässt, aber weiterhin finanzielle Zuwendungen erhält. Tua Forsström wurde am 12. Februar 2019 als Frostensons Nachfolgerin auf Stuhl 18 bekanntgegeben. Am 26. Februar 2019 teilte die Akademie mit, dass man sich auch mit Sara Danius auf ihren Austritt aus der Schwedischen Akademie geeinigt habe.
Die Nobelstiftung teilte am 5. März 2019 mit, dass Horace Engdahl aus dem Nobelkomitee austritt, da er zu sehr in die Krise von 2018 verwickelt ist. Das Komitee soll auch einen Nobelpreisträger nachträglich für 2018 auswählen. Am 29. März 2019 wurde die Einwahl zweier weiterer Mitglieder in die Akademie bekanntgegeben: Ellen Mattson auf Stuhl 9 und Anne Swärd auf Stuhl 13. Beide sind Schriftstellerinnen. Mit der Einwahl der Philosophin und Schriftstellerin Åsa Wikforss am 9. Mai 2019 auf Stuhl 7 wurde auch der letzte vakante Platz besetzt.

## Mitglieder

### Ständige Sekretäre der Schwedischen Akademie
| Nr. | Sitz | Ständiger Sekretär     | Geboren | Jahre             | Anmerkungen           |
| --- | ---- | ---------------------- | ------- | ----------------- | --------------------- |
| 01. | 11.  | Nils von Rosenstein    | 1752    | 1786–1824         |                       |
| 02. | 13.  | Frans Michael Franzén  | 1772    | 1824–1834         |                       |
| 03. | 12.  | Bernhard von Beskow    | 1796    | 1834–1868         |                       |
| 04. | 05.  | Johan Erik Rydqvist    | 1800    | 1868–1869         | pro tempore           |
| 05. | 15.  | Ludvig Manderström     | 1806    | 1869–1872         |                       |
| 06. | 12.  | Carl Gustaf Strandberg | 1825    | 1872–1874         | pro tempore           |
| 07. | 09.  | Henning Hamilton       | 1814    | 1874–1881         |                       |
| 08. | 11.  | Bror Emil Hildebrand   | 1806    | 1881–1883         | pro tempore           |
| 09. | 08.  | Carl David af Wirsén   | 1842    | 1883–1912         | pro tempore 1883–1884 |
| 10. | 06.  | Hans Hildebrand        | 1842    | 1912–0000         | pro tempore           |
| 11. | 11.  | Erik Axel Karlfeldt    | 1864    | 1913–1931         |                       |
| 12. | 14.  | Per Hallström          | 1866    | 1931–1941         |                       |
| 13. | 13.  | Anders Österling       | 1884    | 1941–1964         |                       |
| 14. | 07.  | Karl Ragnar Gierow     | 1904    | 1964–1977         |                       |
| 15. | 14.  | Lars Gyllensten        | 1921    | 1977–1986         |                       |
| 16. | 03.  | Sture Allén            | 1928    | 1986–1999         |                       |
| 17. | 17.  | Horace Engdahl         | 1948    | 1999–2009         |                       |
| 18. | 10.  | Peter Englund          | 1957    | 2009–2015         |                       |
| 19. | 07.  | Sara Danius            | 1962    | 2015–2018         |                       |
| 20. | 04.  | Anders Olsson          | 1949    | 2018–2019         | pro tempore           |
| 21. | 11.  | Mats Malm              | 1964    | seit 1. Juni 2019 |                       |

### Derzeitige Mitglieder
Zurzeit sind folgende Personen Mitglied der Schwedischen Akademie:
| Sitz | Name               | Geboren | Mitglied seit | Anmerkungen                                                                        |
| ---- | ------------------ | ------- | ------------- | ---------------------------------------------------------------------------------- |
| 01   | Eric Runesson      | 1960    | 2018          |                                                                                    |
| 02   | Bo Ralph           | 1945    | 1999          |                                                                                    |
| 03   | David Håkansson    | 1978    | 2023          |                                                                                    |
| 04   | Anders Olsson      | 1949    | 2008          | geschäftsführender Sekretär 2018–2019, Vorsitzender des Nobelkomitees              |
| 05   | Ingrid Carlberg    | 1961    | 2020          |                                                                                    |
| 06   | Tomas Riad         | 1959    | 2011          |                                                                                    |
| 07   | Åsa Wikforss       | 1961    | 2019          |                                                                                    |
| 08   | Jesper Svenbro     | 1944    | 2006          |                                                                                    |
| 09   | Ellen Mattson      | 1962    | 2019          | Mitglied des Nobelkomitees                                                         |
| 10   | Peter Englund      | 1957    | 2002          | ständiger Sekretär 2009–2015                                                       |
| 11   | Mats Malm          | 1964    | 2018          | ständiger Sekretär seit 1. Juni 2019, außerordentliches Mitglied des Nobelkomitees |
| 12   | Per Wästberg       | 1933    | 1997          |                                                                                    |
| 13   | Anne Swärd         | 1969    | 2019          | Mitglied des Nobelkomitees                                                         |
| 14   | Steve Sem-Sandberg | 1958    | 2020          | Mitglied des Nobelkomitees                                                         |
| 15   | Jila Mossaed       | 1948    | 2018          |                                                                                    |
| 16   | Anna-Karin Palm    | 1961    | 2023          | Mitglied des Nobelkomitees                                                         |
| 17   | Horace Engdahl     | 1948    | 1997          | ständiger Sekretär 1999–2009                                                       |
| 18   | Tua Forsström      | 1947    | 2019          |                                                                                    |

### Bekannte verstorbene Mitglieder
Folgende bekannte schwedische Dichter, Schriftsteller und Wissenschaftler waren Mitglieder der Schwedischen Akademie (in Klammern Zeit der Mitgliedschaft):
- Knut Ahnlund (1983–2012)
- Sture Allén (1980–2022)
- Per Daniel Amadeus Atterbom (1839–1855)
- Bo Bergman (1925–1967)
- Johannes Edfelt (1969–1997)
- Gunnar Ekelöf (1958–1968)
- Kjell Espmark (1981–2022)
- Erik Gustaf Geijer (1824–1847)
- Hjalmar Gullberg (1940–1961)
- Dag Hammarskjöld (1954–1961)
- Sven Hedin (1913–1952)
- Verner von Heidenstam (1912–1940)
- Eyvind Johnson (1957–1976)
- Erik Axel Karlfeldt (1904–1931)
- Johan Henrik Kellgren (1786–1795)
- Pär Lagerkvist (1940–1974)
- Selma Lagerlöf (1858–1940)
- Carl Gustaf af Leopold (1786–1829)
- Ulf Linde (1977–2013)
- Torgny Lindgren (1991–2017)
- Einar Löfstedt (1942–1955)
- Harry Martinson (1949–1978)
- Göran Malmqvist (1985–2019)
- Anders Österling (1919–1981)
- Viktor Rydberg (1877–1895)
- Sten Selander (1953–1957)
- Gunnar Mascoll Silfverstolpe (1941–1942)
- Carl Snoilsky (1876–1903)
- Esaias Tegnér (1818–1846)
- Birgitta Trotzig (1993–2011)
- Gunnel Vallquist (1982–2016)